# 升本喜兵衛 (初代)
升本 喜兵衛（ますもと きへえ、文政5年8月25日（1822年10月9日） - 明治40年（1907年）9月13日）は、明治期の東京府出身の実業家（酒屋「升本」）。升本喜兵衛の初代。隠居名、桝本喜楽。江戸の地価が暴落した幕末明治期に土地を買収して巨額の富を築いた。

## 来歴・人物
四谷大番町(現在の新宿区大京町附近)の酒屋、松本新助の長男として生まれる。父の家業が没落したため、揚場町の酒屋、升本で修行し、のちに独立して「升本屋」を復興。その際、父と同名の新助を襲名する。一度は火災により店を失うが、親族で両替商だった桝本喜平治の支援を受け、幕末期に市谷薬王寺町や市谷柳町に出店する。慶応2年（1866年）、名を喜兵衛に改め、明治維新の際、本拠地を揚場町に移す。
明治3年（1870年）、舛本喜兵衛として町年寄となり、牛込区の役職を歴任し、明治12年（1879年）、牛込区会議員に当選。また、土地事業を手懸け、旧旗本地を買占め、不動産業も着手し巨万の富を得る。明治15年（1883年）には東京市会議員に当選した。
酒販業においても親族である山田屋権兵衛の子孫、田畑安吉と組み、多くの従業員を使い、のれん分けした。現在の東京にある升本という酒販店の屋号はその由来から成る。
明治25年（1893年）、いまの升本姓に改め、代を養子である二代目喜兵衛（松本兵蔵三男）に譲った後、喜楽と名を改め、晩年は東京市における福祉事業に貢献した。
菩提寺は新宿区正応寺にある。

## 家族
- 祖父・松田幸次郎 ‐ 伊勢出身。江戸で酒小売店を開き、成功。[2]
- 父・松田新助 ‐ 家運を傾け破産させる。[2]
- 娘・恵以 [2]
- 養子・升本喜兵衛２代 (1849-1912) ‐ 恵以の入婿。松本兵藏の三男。酒屋のほかに、中央貯蓄銀行専務取締役、上菱合資会社代表、東京市会議員などを務めた。[3]
- 孫・升本喜兵衛３代 (喜八郎、1879-) ‐ 2代喜兵衛・恵以の二男。酒・醤油商「升本」代表、中央貯蓄銀行取締役、東京府多額納税者。岳父に岩見鑑造（1842～1904）。鑑造は由利公正の随行員（東京府二等訳官）として岩倉使節団に参加、漆商を営み、東京商工銀行取締役、醗酵社副頭取、日就社理事を務めたほか、多摩園巌美の名で狂歌師として知られ、茶人・数寄者としても知られた。[4][5][6]
- 養曾孫・升本喜兵衛 (四代)（佐々木重雄、1912-1980） ‐ 3代喜兵衛の長女の入婿。中央大学総長、升本総本店社長。兵庫・佐々木小一郎の二男。実弟に佐々木良作。
- 養曾孫・升本丈二 ‐ 3代喜兵衛の二女の入婿。升本丈二商店代表。長崎・頴原修一郞の二男。母（もしくは継母）の兄に河合操がいる。[7][8]